# Slaveevo
Slaveevo (in bulgaro: Славеево) è un villaggio del comune di Ivajlovgrad, nel distretto di Haskovo, nella Bulgaria meridionale. È un valico di frontiera stradale con la Grecia.

## Geografia
Slaveevo è situato nella regione storica della Tracia, nella vallata del fiume Arda, a 4 km a nord-est della cittadina di Ivajlovgrad. Cinque km oltre il confine si trova il villaggio greco di Kyprinos.

## Storia
Fu annessa alla Bulgaria dopo la seconda guerra balcanica.
Il 9 settembre 2010, in occasione del 130º anniversario delle relazioni diplomatiche tra i governi di Sofia e Atene, è stato aperto il valico frontaliero stradale di Slaveevo-Kyprinos alla presenza del presidente bulgaro Georgi Părvanov e del suo omologo ellenico Karolos Papoulias. L'apertura del confine ha notevolmente agevolato i collegamenti tra il comune di Ivajlovgrad e le cittadine Tracia greca nonché con la città bulgara di Svilengrad.